# Зелм
Зелм (на немски: Selm) е град в Северен Рейн-Вестфалия, Германия, с 25 557 жители (към 31 декември 2014).
Намира се на 20 km северно от Дортмунд и 25 km западно от Хам.